# Jabugo
Jabugo es un municipio español de la provincia de Huelva, en Andalucía. El municipio cuenta con una población de 2196 habitantes (INE 2024). Su extensión superficial es de 25 km² y tiene una densidad de 99,0 hab/km². Se encuentra situada a una altitud de 658 metros y a 105 kilómetros de la capital de provincia, Huelva. Se encuentra dentro del parque natural Sierra de Aracena y Picos de Aroche. El término municipal de Jabugo se encuentra formado por cuatro núcleos de población Jabugo, El Repilado, Los Romeros y El Quejigo, denominándose sus habitantes jabugueños, repilenses, romereños y quejigueños respectivamente. 
El municipio es productor y da nombre a la Denominación de Origen Protegida Jabugo. 

## Etimología
El nombre Jabugo proviene de la palabra "sabugu" o "xabugu" de la lengua leonesa (antes de que esta lengua fuera absorbida en la zona por el español) y que en español corresponde al saúco. Hay otros vestigios de esa "B" proveniente del substrato lingüístico leonés en Jabugo, que en español no aparece y que en el habla de esta zona  todavía es muy común, por ejemplo, "lamber" que proviene del leonés "llamber" y que corresponde al español "lamer" o "habuguera" del leonés "xabuguera", correspondiente a la "Sauquera" en español y que es un lugar donde abundan los saucos.

## Geografía
Integrado en la comarca de Sierra de Huelva, se sitúa a 102 kilómetros de la capital provincial. El término municipal está atravesado por las carreteras nacionales N-433 (Sevilla-Rosal de la Frontera) y N-435 (Badajoz-Huelva), además de por carreteras locales que permiten la comunicación con los municipios vecinos de Almonaster la Real y Castaño del Robledo.  
| Noroeste: Cortegana          | Norte: La Nava          | Nordeste: Galaroza                   |
| Oeste: Cortegana             |                         | Este: Galaroza y Castaño del Robledo |
| Suroeste: Almonaster la Real | Sur: Almonaster la Real | Sureste: Santa Ana la Real           |

El relieve del municipio es montañoso por estar integrado en Sierra Morena, además de formar parte del Parque Natural Sierra de Aracena y Picos de Aroche. El arroyo Jabugo y el río Múrtigas, en el que desemboca, hacen de límite con el municipio de Galaroza por el este. La altitud oscila entre los 832 metros al sur, en la sierra de los Palos Altos, y los 500 metros a orillas del río Múrtigas. El pueblo se alza a 684 metros sobre el nivel del mar. 

## Historia

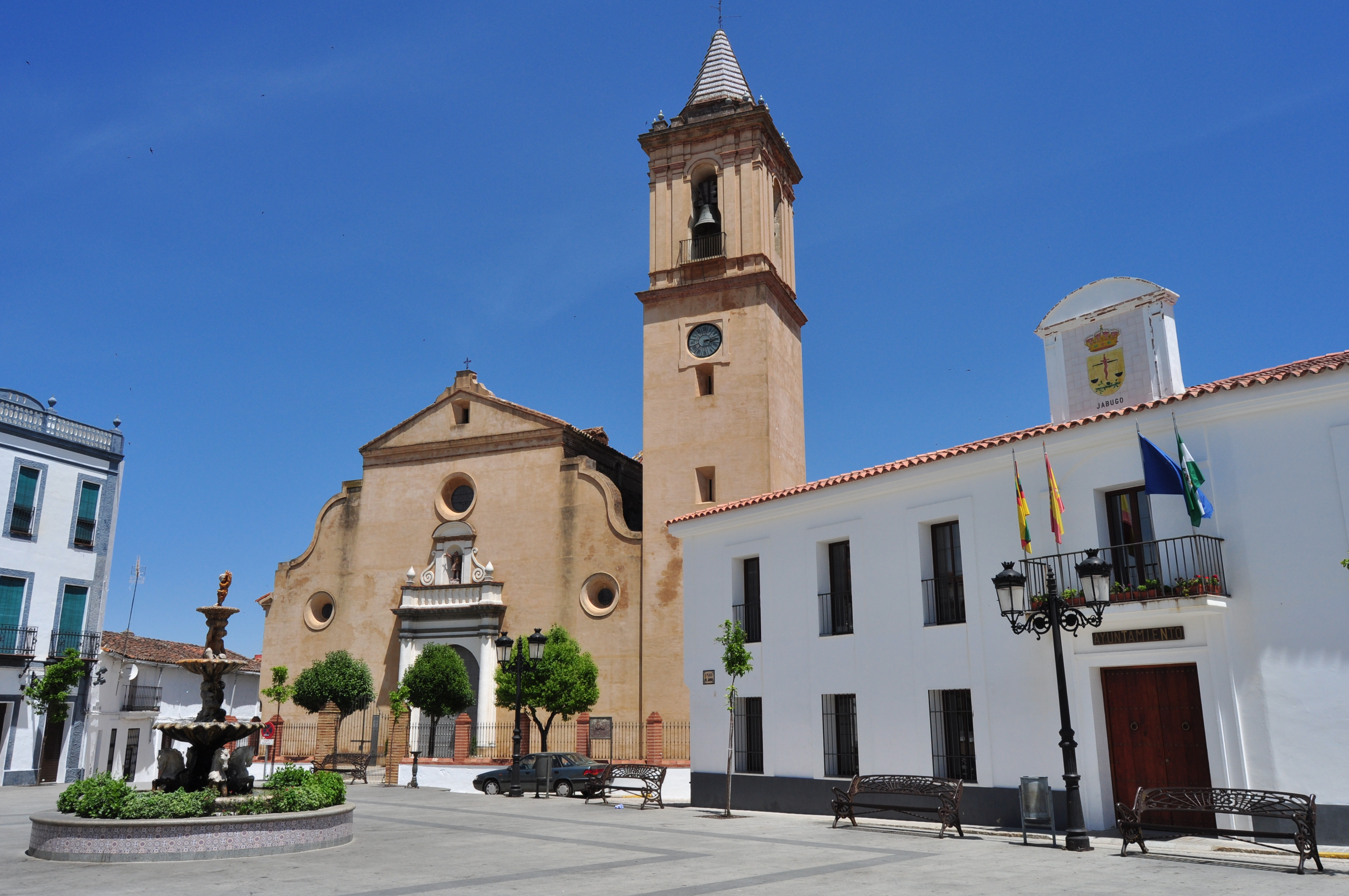
Plaza y Ayuntamiento de Jabugo

Los primeros asentamientos de los que se tiene noticias datan del Paleolítico,  aunque las mayores referencias encontradas son del Neolítico dentro de la "Cueva de la Mora", un hueso tallado en el que aparece un ciervo y un rinoceronte de una especie extinta actualmente al margen de cerámicas, hachas de piedras y útiles de hueso.
En el periodo de la Reconquista del Reino de Sevilla, la zona se repobló con gentes procedentes de Galicia, Asturias y León, de aquí el origen de algunos rasgos y tradiciones asturleoneses como la tradición del "Bollo de Pascua", que solo se celebra en estas regiones y en la sierra de Huelva.
Jabugo por entonces pertenecía como aldea a la villa de Almonaster la Real, en el año de 1691 siendo señor de dicha villa Don Luis Marqués de Avellaneda, Posteriormente obtiene su independencia en escritura otorgada en la villa de Fregenal, haciéndose villa de por sí mediante el pago de 20 000 reales de vellón.

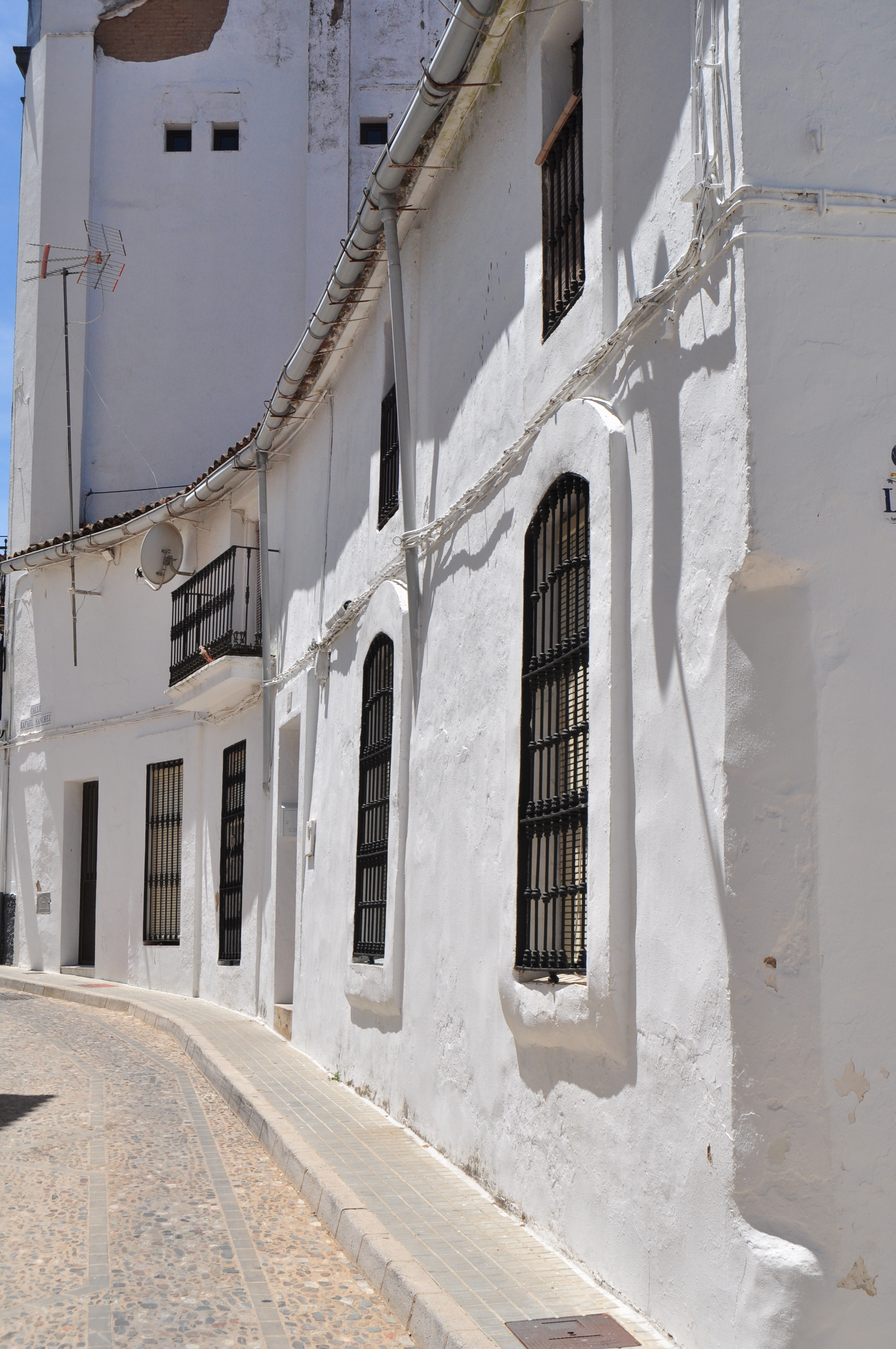
Calle en Jabugo

La economía de la población se ha caracterzado como industrial a lo largo de su historia. Este el caso de la manufactura del tabaco, llegando esta a producir enfrentamiento con la Real Fábrica de Tabaco de Sevilla. Fabricación de pólvora gracias a las explotaciones mineras del Andévalo. Pionera en la electrificación en la Sierra con la empresa Santa Teresa. Materiales de construcción ladrillos, tejas y cal. Telares. Molinos de aceite, cosecheras de castañas y explotación del corcho. De todas las industrias destacan las del sectr cárnico. Se cuenta que ya Cristóbal Colón llevó productos de Jabugo en su viajes, pero el gran desarrollo de esta industrias se produjo a principios del siglo XX y que actualmente se mantiene en vigor.[cita requerida]
Durante la invasión napoleónica sus vecinos para evitar que se cometieran desmanes y actos vandálicos, le facilitaban a los invasores artículos y especialmente cebada para sus caballos. Una vez conseguida la expulsión se celebró con una gran corrida de toros.[cita requerida]
De El Repilado puede decirse que eran unos caseríos antiguos, con una posible posada, pero que tuvo su gran auge con la llegada del ferrocarril a finales del siglo XIX. A partir de ese momento se fue articulando un nuevo Repilado alrededor de la estación ferroviaria de Jabugo-Galaroza, repleto de industrias, que tenía como vía de comunicación y salida de sus productos la línea férrea Huelva-Zafra.

## Demografía
Jabugo cuenta con una población de 2196 habitantes (INE 2024).
| Gráfica de evolución demográfica de Jabugo entre 1842 y 2021                                                        |
| |
| Población de derecho según los censos de población del INE Población de hecho según los censos de población del INE |

| 2595                      | 2590 | 2591 | 2558 | 2546 | 2536 | 2522 | 2509 | 2475 | 2388 | 2243 |
| (Fuente: INE [Consultar]) |      |      |      |      |      |      |      |      |      |      |

## Patrimonio y monumentos

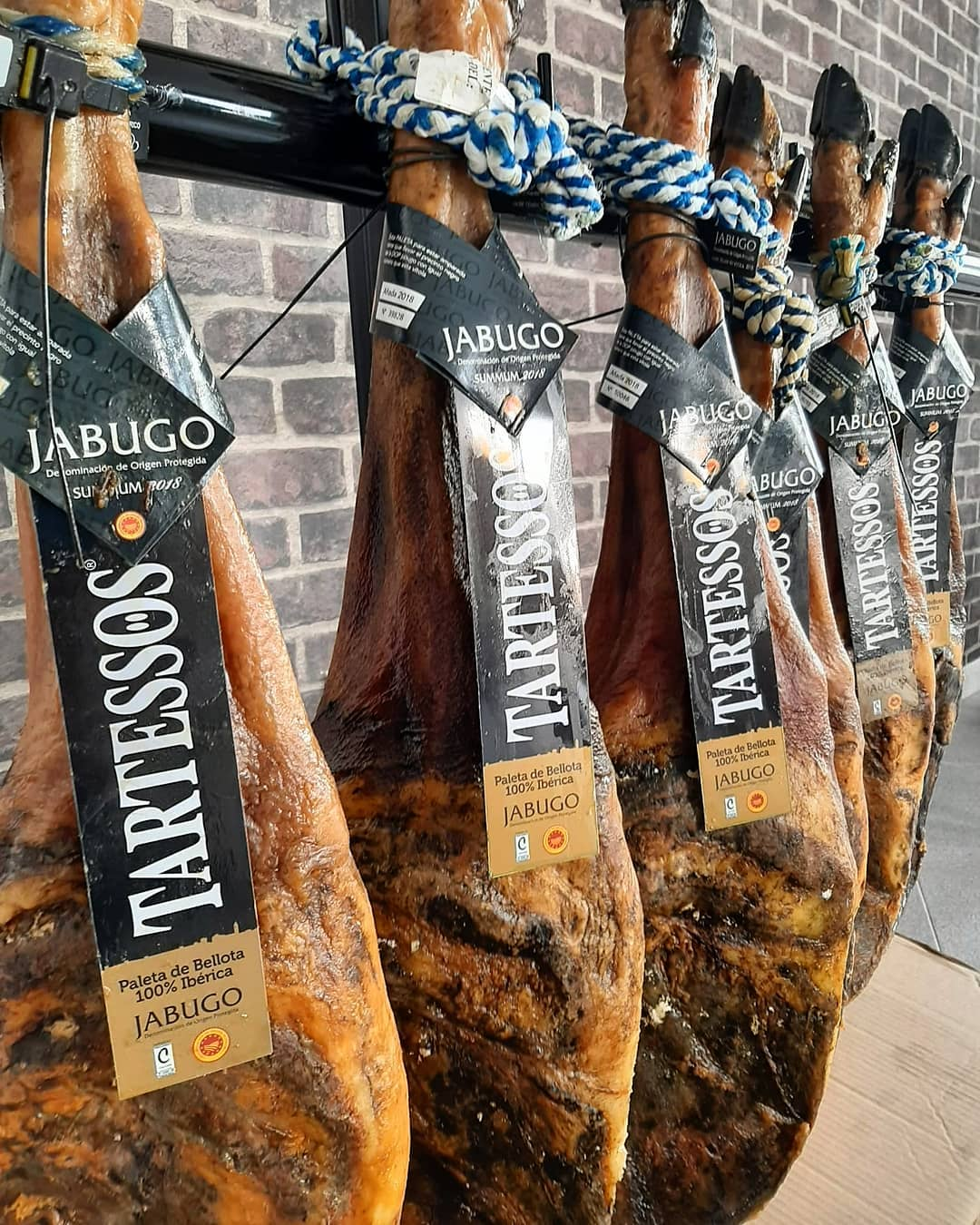
Jamones de la D.O. Jabugo

- El tiro de Pichón, obra original de Aníbal González, ex-propiedad del Ayuntamiento de Sevilla, y actual sede del Consejo Regulador de la Denominación de Origen Protegida Jabugo.

## Economía
Es internacionalmente conocida gracias a su jamón ibérico producido en la localidad y toda la comarca, amparado bajo la Denominación de Origen Protegida Jabugo, de conformidad con el Reglamento N.º 1151/2012 del Parlamento Europeo y del Consejo de la Unión Europea. Es un jamón muy conocido por su textura, aroma y sabor singular. Este jamón se elabora en el parque natural Sierra de Aracena y Picos de Aroche en condiciones microclimáticas únicas, procedente de cerdos 100% de raza ibérica criados en libertad dentro de la dehesa, y alimentados durante la montanera exclusivamente con bellotas y pastos naturales. 
Uno de los problemas que puede presentar este pueblo, es que su economía está basada únicamente de los productos ibéricos producidos en esta población. Esto hace que en Jabugo no haya más formas de economía, que puedan ser una alternativa a la que hay, cayendo esta si hay un problema importante